# 707. különleges rendeltetésű zászlóalj
A 707. különleges rendeltetésű zászlóalj (koreai nyelven 707 특수임무대대; 707 Thukszuimmudede) a dél-koreai hadsereg különleges erőinek részét képezi, feladata a terrorelhárítás és vészhelyezetek esetén a gyors reagálás. Tagjai fekete sapkát viselnek. Az egységben nők is szolgálnak. A zászlóaljt a müncheni túszdráma után, 1981-ben hozta létre a dél-koreai kormány, felkészülésként az 1988-as szöuli olimpiára.
A 707. zászlóalj a populáris kultúrában is jelen van, több videójátékban is szerepelnek feketesapkás dél-koreai kommandósok, és a nagy sikerű Iris című dél-koreai televíziós sorozat főszereplői is eredetileg 707-esek.

## Fordítás
- Ez a szócikk részben vagy egészben  a(z)   707th Special Mission Battalion című angol Wikipédia-szócikk fordításán alapul.  Az eredeti cikk szerkesztőit annak laptörténete sorolja fel. Ez a jelzés csupán a megfogalmazás eredetét és a szerzői jogokat jelzi, nem szolgál a cikkben szereplő információk forrásmegjelöléseként.